# Mäetaguse
Mäetaguse (avant 1938: Mehntack) est un petit bourg estonien du Virumaa oriental (ancien Wierland) en Estonie faisant partie de la commune de Mäetaguse (qui comprend vingt villages et lieux-dits).

## Démographie
Sa population était de 589 habitants en 2009.
Au 31 décembre 2011, il compte 555 habitants.

## Historique
Le domaine de Mehntack est mentionné en 1542 et appartient à Peter von Tiesenhausen. Il passe à la famille von Taube en 1617, puis en 1638 à Fabian von Wrangel. Fabian Otto von Rosen, de la puissante famille von Rosen, l'acquiert en 1737. Son descendant, Eugenius Octave von Rosen, fait reconstruire le manoir en 1796 en un manoir néoclassique de pierre à un étage avec onze fenêtres par niveau, dont deux entrées de côté sur la façade donnant sur l'allée principale avec les communs, tandis que deux petites ailes en avancée forment une petite cour d'honneur avec le corps de logis, de l'autre côté. Il est restauré et agrandi à la fin du XIXe siècle et comprend plusieurs bâtiments agricoles et de communs, dont une grange de pierre à arcades caractéristiques de la région.
La petite chapelle funéraire familiale de style néogothique se trouve au fond du parc, à 3 km du manoir. Elle est aujourd'hui dévastée. Le manoir en revanche a été récemment restauré et abrite les services de la commune et les anciennes écuries, un hôtel, l'hôtel Mehntack. Le château est entouré d'un parc de 10 hectares. Des concerts et de représentations théâtrales y sont régulièrement donnés.